# Dying of Everything
Dying of Everything è l'undicesimo album in studio del gruppo death metal statunitense Obituary, pubblicato nel gennaio 2023.

## Tracce
1. Barely Alive – 3:32
2. The Wrong Time – 4:28
3. Without a Conscience – 4:28
4. War – 4:25
5. Dying of Everything – 4:43
6. My Will to Live – 5:20
7. By the Dawn – 4:35
8. Weaponize the Hate – 4:00
9. Torn Apart – 3:37
10. Be Warned – 5:49

## Formazione
- John Tardy – voce
- Kenny Andrews – chitarra
- Trevor Peres – chitarra
- Terry Butler – basso
- Donald Tardy – batteria

Musicisti aggiuntivi
- David Austin: chitarra in By the Dawn